# Colle Barant
Il Colle Barant o Baracoun, (2.373 metri s.l.m.) è un valico alpino piemontese, situato sulle Alpi Cozie.

## Descrizione
Il colle collega la conca del Pra dalla "comba dei Carbonieri". È attraversato da una pista sterrata non percorribile dagli automezzi.
Sul colle, un'ex casermetta militare è stata trasformata in rifugio escursionistico ed è aperta durante tutto il periodo estivo.
Il colle, si trova nel cuore dell'oasi faunistica del Barant, area protetta in cui sono facilmente avvistabili branchi di camosci, stambecchi e mufloni.
Nelle vicinanze è situato il giardino botanico alpino Bruno Peyronel, che raccoglie una vastissima varietà di piante delle specie alpine.

## Accesso al colle
È raggiungibile a piedi o in mountain bike dal parcheggio del rifugio Barbara oppure dalla conca del Prà, nei pressi del rifugio Jervis.